# Dyschimus collyrifer
Dyschimus collyrifer är en nattsländeart som beskrevs av Barnard 1934. Dyschimus collyrifer ingår i släktet Dyschimus och familjen Pisuliidae. Inga underarter finns listade i Catalogue of Life.